# Dandy in the Underworld
Dandy in the Underworld é o oitavo e último álbum de estúdio da banda britânica de rock T. Rex. Foi lançado em 11 de março de 1977 pela EMI Records. Alcançou a 26ª posição na parada musical britânica e foi o disco de maior sucesso da banda desde Zinc Alloy and the Hidden Riders of Tomorrow (1974). O seu principal single, "I Love to Boogie", havia sido uma canção de sucesso no Reino Unido no ano anterior, chegando ao 13º lugar na tabela musical de singles.
Dandy in the Underworld foi considerado pelos críticos como um retorno para a banda. Foi elogiado pela força da composição e performances vocais de Marc Bolan. No entanto, viria a ser o último álbum do grupo, já que Bolan morreria em um acidente de carro em setembro de 1977, aos 29 anos.

## Gravação
Na época do lançamento do álbum, a banda estava em uma turnê pelo Reino Unido, apoiados pelo grupo The Damned. O álbum e a turnê foram notáveis por marcar um retorno à forma da banda.
As sessões de gravação iniciaram-se em maio de 1976, no Decibel Studios, em Londres, com a gravação de "I Love to Boogie". A formação contou, além de Bolan nos vocais e guitarra, com Steve Currie no baixo elétrico, Davey Lutton na bateria e Dino Dines no piano. Logo depois, as gravações se estabeleceram no AIR Studios e no Trident Studios.

## Música
O autor de Bolan: The Rise and Fall of a 20th Century Superstar, Mark Paytress, observou que o estilo plastic soul dos trabalhos anteriores da banda não existia mais. Bolan havia se familiarizado com os ritmos de rock de sua juventude no álbum. A produção foi mais direta, e a maior parte do material gravado em 1976.

## Lançamento
Dandy in the Underworld foi lançado em 11 de março de 1977. A faixa-título foi lançada como single em uma versão remixada e regravada com o verso "Exalted companion of cocaine night" ("Exaltado companheiro da noite da cocaína") sendo alterado para "Exalted companion of T. Rex night" ("Companheiro exaltado da noite de T. Rex"). "Crimson Moon" também foi lançada como single no mesmo ano, assim como "Celebrate Summer", em agosto.

## Recepção crítica
O álbum reuniu as críticas mais consistentemente positivas para qualquer álbum do T. Rex em cinco anos. Tendo caído do favor da crítica e público, a banda enfrentou uma imprensa ferozmente hostil, mas a revista NME, que estava entre as mais negativas, observou do álbum: "muito audível, bem arranjado e imaculadamente tocado".
Em uma revisão retrospectiva positiva, o site musical AllMusic afirmou que o álbum continha um "embalado sólido com pop poderoso". O Pitchfork elogiou o álbum dizendo que "encontra Bolan revigorado (...) calibrando seus grooves mais cativantes em anos". O revisor crítico Stephen M. Deusner disse que as faixas eram bem equilibradas: "A cósmica "Crimson Moon", a contagiante "I'm A Fool for You Girl" e a peça central do álbum, "Jason B. Sad", alternam entre despreocupado e cauteloso, conjurando uma gravidade que contrabalança os ritmos otimistas e despojados."

## Lista de faixas
Todas as faixas escritas e compostas por Marc Bolan. 
| Lado um |                           |         |  |
| N.º     | Título                    | Duração |  |
| 1.      | "Dandy in the Underworld" | 4:33    |  |
| 2.      | "Crimson Moon"            | 3:22    |  |
| 3.      | "Universe"                | 2:43    |  |
| 4.      | "I'm A Fool for You Girl" | 2:16    |  |
| 5.      | "I Love to Boogie"        | 2:14    |  |
| 6.      | "Visions of Domino"       | 2:23    |  |

| Lado dois |                       |         |  |
| N.º       | Título                | Duração |  |
| 1.        | "Jason B. Sad"        | 3:22    |  |
| 2.        | "Groove a Little"     | 3:24    |  |
| 3.        | "The Soul of My Suit" | 2:37    |  |
| 4.        | "Hang-Ups"            | 3:28    |  |
| 5.        | "Pain and Love"       | 3:41    |  |
| 6.        | "Teen Riot Structure" | 3:33    |  |

## Ficha técnica
T. Rex
- Marc Bolan – vocais principais, guitarra
- Steve Currie – baixo elétrico
- Davy Lutton – bateria

Músicos adicionais
- Dino Dines – teclados
- Miller Anderson – guitarra
- Chris Mercer – saxofone
- Bud Beadle – saxofone, flauta
- J.B. Long – violino
- Vocais de apoio: Steve Harley, Alfapha, Nick Laird Clowes, Andy Harley, Sam Harley, Gloria Jones, Collin Jacas, Bernie Casey
- Baixo elétrico: Herbie Flowers, Scott Edwards
- Bateria: Tony Newman, Paul Humphrey

Produção
- Marc Bolan – produção musical
- Mike Stravou – engenharia de áudio
- Jon Walls – engenharia de áudio
- Jennifer Maidman – engenharia de áudio
- Jimmie Haskell – arranjo
- George Underwood – arte da capa